# BC Winterthur

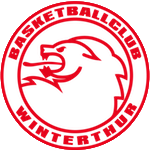
Logotipo actual del equipo suizo de baloncesto Basketball Club Winterthur

El BC Winterthur es un equipo de baloncesto suizo con sede en la ciudad de Winterthur, que compite en la LNB, la segunda división del baloncesto suizo. Disputa sus encuentros como local en el Kantonsschule Büelrain.

## Posiciones en Liga
- 2012 (2-2LN)
- 2013 (1-1LN)

### Plantilla 2013-2014
| N.º | Nombre      | Nacionalidad     | Puesto |
| --- | ----------- | ---------------- | ------ |
| --  | Boris MBala | Bandera de Suiza | Pívot  |

## Palmarés
- Campeón 1LN - 2013